# Jodis nanda
Jodis nanda är en fjärilsart som beskrevs av Walker 1861. Jodis nanda ingår i släktet Jodis och familjen mätare. Inga underarter finns listade i Catalogue of Life.